# Echidna (rod)
Echidna je rod morskih riba iz porodice Muraenidae. Trenutno je na popisu 11 vrsta.

## Vrste
Pored vrsta nabrojenih dolje, u rod se ponekad ubraja i Gymnomuraena zebra.
- Echidna amblyodon (Bleeker, 1856)
- Echidna catenata (Bloch, 1795)
- Echidna delicatula (Kaup, 1856)
- Echidna leucotaenia L. P. Schultz, 1943
- Echidna nebulosa (J. N. Ahl, 1789)
- Echidna nocturna (Cope, 1872)
- Echidna peli (Kaup, 1856)
- Echidna polyzona (J. Richardson, 1845)
- Echidna rhodochilus Bleeker, 1863
- Echidna unicolor L. P. Schultz, 1953
- Echidna xanthospilos (Bleeker, 1859)

## Vanjske poveznice
|  | Zajednički poslužitelj ima još gradiva o temi Echidna |
|  | Wikivrste imaju podatke o taksonu Echidna             |